# Hydraena tenuisella
Hydraena tenuisella är en skalbaggsart som beskrevs av Perkins 2007. Hydraena tenuisella ingår i släktet Hydraena och familjen vattenbrynsbaggar. Inga underarter finns listade i Catalogue of Life.